# Aleiodes sudatorius
Aleiodes sudatorius är en stekelart som beskrevs av Papp 1986. Aleiodes sudatorius ingår i släktet Aleiodes och familjen bracksteklar. Inga underarter finns listade i Catalogue of Life.